# 람보르기니 센테나리오
람보르기니 센테나리오(이탈리아어: Lamborghini Centenario, tʃenteˈnaːrjo)는 람보르기니 아벤타도르를 기반으로 한 한정 생산 스포츠카로, 람보르기니 창립자 페루치오 람보르기니의 100번째 생일을 기념하기 위해 2016 제네바 모터쇼에서 공개되었다.

## 개발 및 출시
람보르기니는 새로운 기술의 발전을 보여주고 새로운 람보르기니 모델 개발을 위한 테스트베드 역할을 하기 위해 센테나리오를 개발했다.
센테나리오는 3개의 배기구를 장착하고 후륜 스티어링이 적용된 최초의 람보르기니 자동차이다. 이 시스템은 도시 주행 환경에서 저속 주행 시 기동성을 높이고 고속 주행 시 안정성을 향상시키도록 설계되었다.
또한 이 차량은 람보르기니의 새로운 인포테인먼트 시스템을 탑재한 최초의 람보르기니 모델이다. 이 시스템은 새로운 10.1인치 세로형 스크린으로 구성되어 있으며 텔레메트리, 주행 데이터 및 최고 속도를 기록한다.
아벤타도르를 기반으로 한 이 차량의 완전히 새로운 차체는 새로운 공기역학적 발전을 보여주는 기초 역할도 한다. 전면의 트윈 데크 스플리터는 다운포스를 생성하는 데 도움이 되며, 측면 블레이드와 함께 작동하여 공기가 차량 측면을 통과하도록 한다. 센테나리오는 또한 차량에 통합된 가장 큰 후면 디퓨저를 가지고 있다. 디퓨저는 전자적으로 제어되는 트윈 데크 후방 날개와 함께 다운포스 생성에 더욱 도움이 된다. 이 차량은 280 km/h (174 mph)에서 227 kg (500 lb)의 다운포스를 생성한다.
2018년, 센테나리오 40대 중 11대가 부적절한 중량 등급 라벨이 부착되어 리콜되었다.

## 사양
센테나리오는 아벤타도르 SV를 기반으로 하며, 일반 아벤타도르의 카본 파이버 모노코크와 알루미늄 전후면 서브프레임을 유지한다. 엔진은 아벤타도르의 6.5리터 V12를 튜닝한 버전으로, 8,500rpm에서 770 PS (566 kW; 759 hp), 5,500rpm에서 690 N·m (509 lb·ft)의 토크를 생성하여 아벤타도르 SV보다 20 PS (15 kW; 20 hp)의 출력이 증가했다. 센테나리오는 또한 아벤타도르에 비해 5 kg (11 lb)의 약간의 경량화를 이루었다.
엔진은 아벤타도르에 사용된 것과 동일한 7단 ISR 자동 수동 변속기와 Haldex에서 개발한 4륜 구동 드라이브트레인에 연결된다. 파워 스티어링은 lock-to-lock 두 번 회전한다. 서스펜션 시스템은 푸시로드 디자인이다.
이 차량은 "스트라다"(일반 도시 주행용), "스포츠"(고성능 주행용), "코르사"(최적 트랙 성능용)의 세 가지 주행 모드를 제공한다. 차량 내부에는 아벤타도르에서 가져온 가죽 또는 알칸타라 실내 장식이 제공되며 고객의 사양에 따라 맞춤 제작이 가능하다. 실내에는 카본 파이버 트림과 카본 파이버 변속 패들이 있으며, 방음재는 제거되었다.

## 성능
이 차량은 2.9초 만에 0–100 km/h (0–62 mph), 23.5초 만에 0–300 km/h (0–186 mph)에 도달하며 최고 속도는 350 km/h (217 mph)이다.
람보르기니 센테나리오는 마력당 2.18 kg (4.81 lb)의 출력 대 중량비를 가지며, 100–0 km/h (62–0 mph)에서 30 m (98 ft)의 제동 거리를 가진다.

## 센테나리오 로드스터

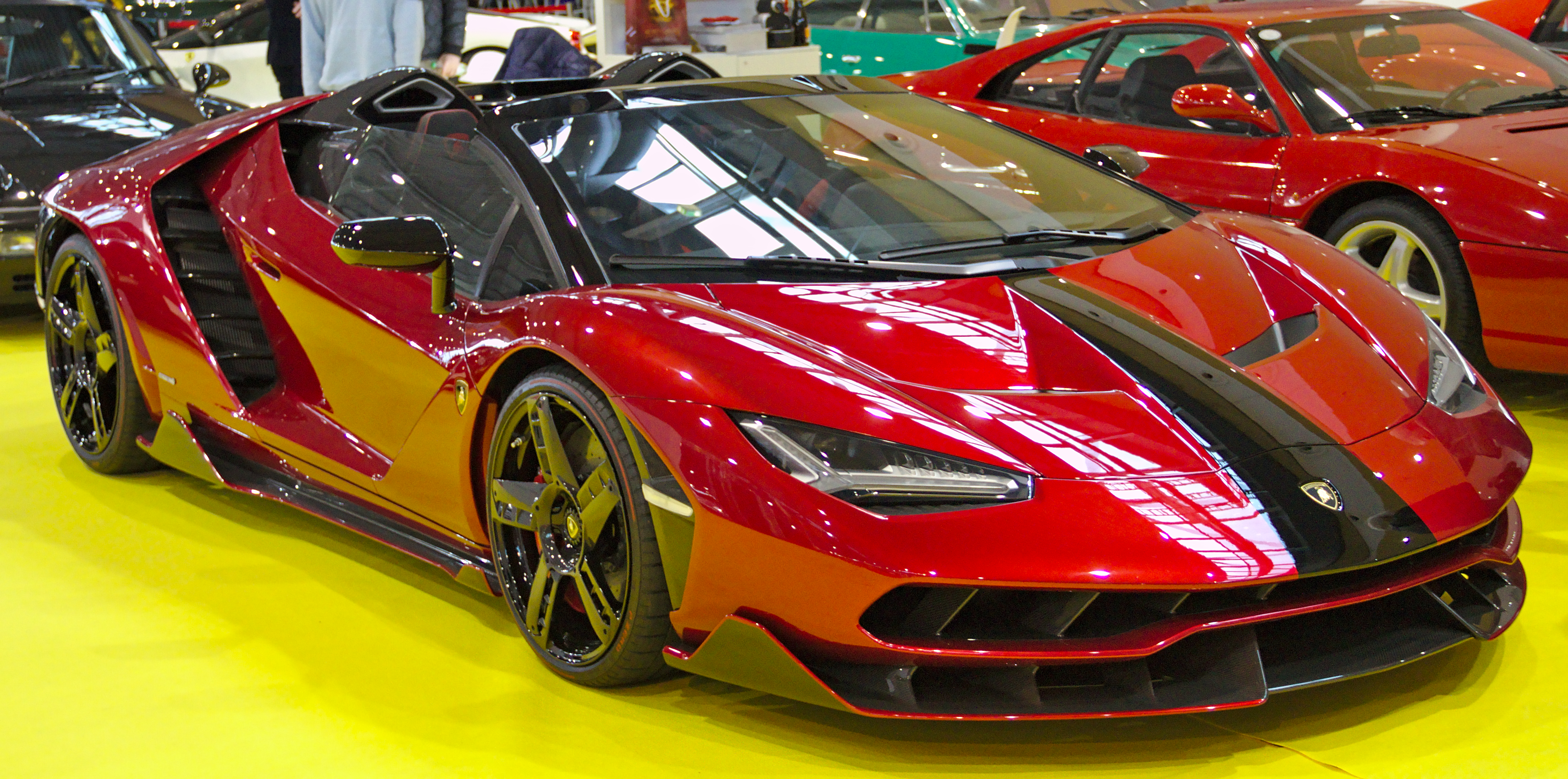
센테나리오 로드스터

람보르기니는 2016년 8월 페블 비치 자동차 전시회에서 센테나리오 로드스터를 공개했다. 쿠페와 유일한 차이점은 차량의 무게로, 지붕의 손실과 섀시 보강 부품 추가로 인해 최소 1,570 kg (3,461 lb)로 설정되었다. 성능은 쿠페와 동일하다.

## 생산
총 40대(쿠페 20대, 로드스터 20대)가 생산되었으며, 모두 선정된 고객에게 초대를 통해 이미 판매되었다.

## 각종 미디어에서의 등장

### 비디오 게임에서의 등장
- 3D운전교실
- 리얼 레이싱 3
- 아스팔트 8: 에어본
- 아스팔트 9: 레전드
- 포르자 호라이즌 4
- GTA

### 영화에서의 등장
- 트랜스포머: 최후의 기사

## 같이 보기
- 람보르기니 아벤타도르
- 람보르기니 베네노
- 람보르기니 시안